# Такехиро Томијасу
Такехиро Томијасу (јап. 冨安 健洋; 5. новембар 1998) јапански је фудбалер који игра у одбрани на позицијама центархалфа и десног бека. Тренутно наступа за Арсенал и репрезентацију Јапана.

## Репрезентативна каријера
За репрезентацију Јапана дебитовао је 2018. године против Панаме.

## Статистика каријере

### Репрезентативна
Ажурирано 17. октобра 2023.
| Репрезентација | Година | Наступи | Голови |
| -------------- | ------ | ------- | ------ |
| Јапан          | 2018   | 2       | 0      |
| Јапан          | 2019   | 16      | 1      |
| Јапан          | 2020   | 3       | 0      |
| Јапан          | 2021   | 7       | 0      |
| Јапан          | 2022   | 4       | 0      |
| Јапан          | 2023   | 4       | 0      |
| Укупно         | Укупно | 36      | 1      |